# سیلوانا گایاردو
سیلوانا گایاردو (انگلیسی: Silvana Gallardo; ۱۳ ژانویهٔ ۱۹۵۳ – ۲ ژانویهٔ ۲۰۱۲) یک هنرپیشه اهل ایالات متحده آمریکا بود.
از کارهای معروف او می‌توان به بازی در فیلم سکوت قلب اشاره کرد.